# شاين هوارد
شاين هوارد (بالإنجليزية: Shane Howard)‏ (و. 1955 – م) هو كاتب غنائي، من أستراليا.

## روابط خارجية
- شاين هوارد على موقع IMDb (الإنجليزية)
- شاين هوارد على موقع ميوزك برينز (الإنجليزية)
- شاين هوارد على موقع أول ميوزيك (الإنجليزية)
- شاين هوارد على موقع ديسكوغز (الإنجليزية)